# Prosthechea varicosa
Prosthechea varicosa är en orkidéart som först beskrevs av James Bateman och John Lindley, och fick sitt nu gällande namn av Wesley Ervin Higgins. Prosthechea varicosa ingår i släktet Prosthechea och familjen orkidéer. Inga underarter finns listade i Catalogue of Life.

## Bildgalleri

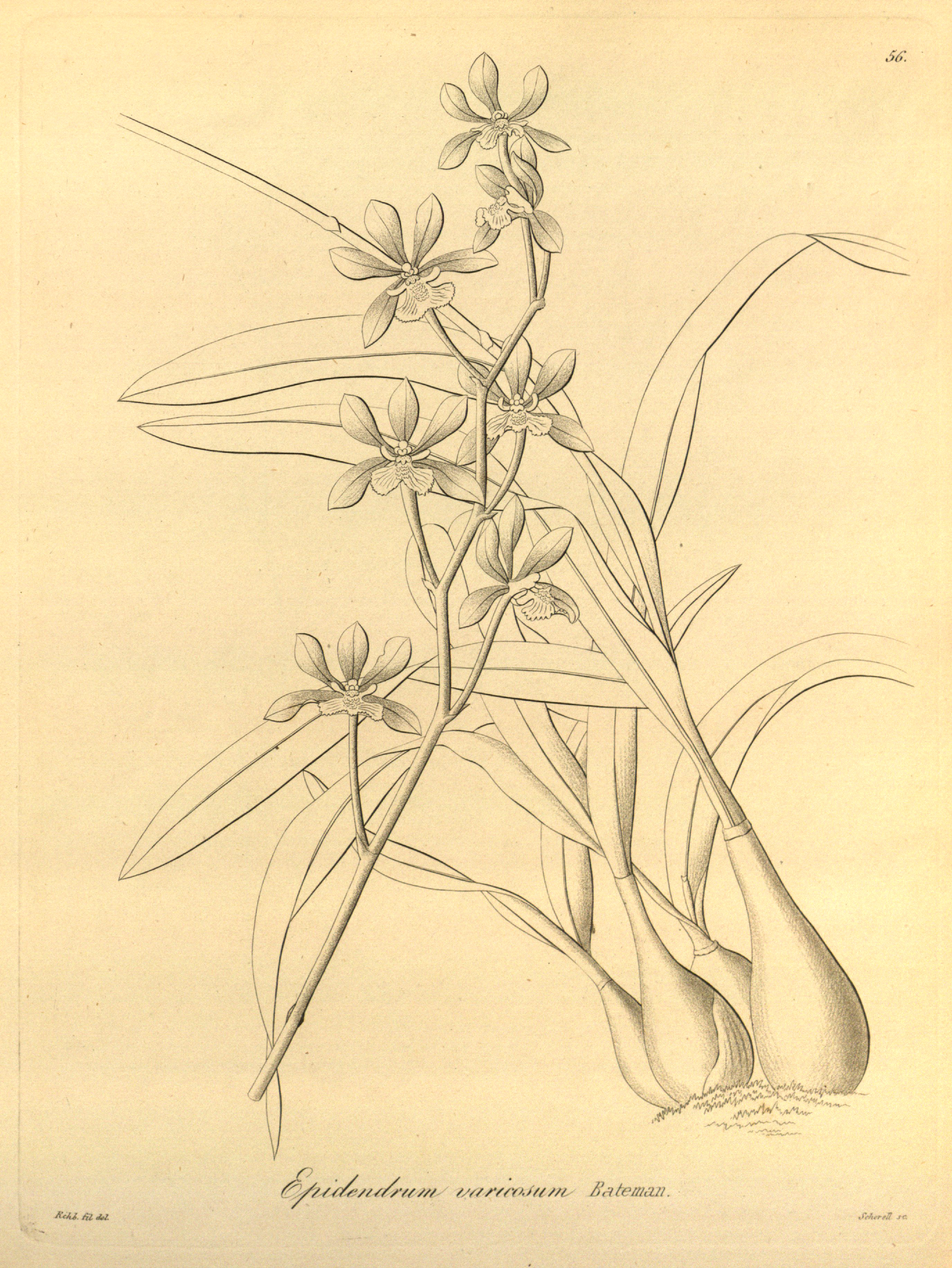